# Клетгау
Клетгау (на немски: Klettgau) е община в Баден-Вюртемберг, Германия, със 7414 жители (към 31 декември 2015).
Общината е образувана на 1 август 1971 г.